# フュー・アゲインスト・メニー
『フュー・アゲインスト・メニー』（Few Against Many）は、ギリシャのヘヴィメタル・バンド、ファイアーウインドが2012年に発表した7作目のスタジオ・アルバム。

## 背景
2011年、ドラマーがマイケル・エーレからナイトレイジのジョー・ニューンツに交代し、本作はニューンツ加入後初のアルバムとなった。ただし、日本盤ボーナス・トラックのライヴ音源は、エーレ在籍時に行われた2011年3月の名古屋公演の録音が使用されている。「エッジ・オヴ・ア・ドリーム」のレコーディングにはアポカリプティカが参加した。
2012年1月14日に行われたアテネ公演では、本作のリリースに先駆けて「ウォール・オヴ・サウンド」と「ルージング・マイ・マインド」が演奏された。

## 反響
ファイアーウインドのアルバムとしては初めて、ギリシャのアルバム・チャートで1位を獲得。バンドの中心人物ガス・Gは『メタル・ハマー』誌に対して「これは明らかに、ファイアーウインドだけでなくヘヴィメタルの勝利だ。たとえテレビやラジオの主流のサポートがなくても、ヘヴィメタルは黙殺されないことの証明だ」とコメントしている。
本作はさらに、ドイツや日本のアルバム・チャートでトップ100入りした。また、アメリカでは前作『デイズ・オヴ・ディファイアンス』（2010年）に引き続きビルボードのトップ・ヒートシーカーズにランク・インして、29位に達した。

## 収録曲
1. ウォール・オヴ・サウンド "Wall of Sound" – 3:58
  - 作詞：アポロ・パパサナシオ／作曲：ガス・G
2. ルージング・マイ・マインド "Losing My Mind" – 6:28
  - 作詞：アポロ・パパサナシオ、ガス・G／作曲：ガス・G
3. フュー・アゲインスト・メニー "Few Against Many" – 4:44
  - 作詞：アポロ・パパサナシオ、ガス・G、ペトロス・クリスト／作曲：ガス・G
4. ジ・アンダイング・ファイア "The Undying Fire" – 5:20
  - 作詞：アポロ・パパサナシオ、ガス・G／作曲：ガス・G
5. アナザー・ディメンション "Another Dimension" – 3:59
  - 作詞：ボブ・カティオニス、アポロ・パパサナシオ／作曲：ボブ・カティオニス、ガス・G
6. グロリアス "Glorious" – 3:37
  - 作詞：アポロ・パパサナシオ／作曲：アポロ・パパサナシオ、ガス・G
7. エッジ・オヴ・ア・ドリーム "Edge of a Dream" – 4:09
  - 作詞：アポロ・パパサナシオ／作曲：ボブ・カティオニス、ガス・G
8. デスティニー "Destiny" – 4:08
  - 作詞：アポロ・パパサナシオ、ガス・G／作曲：ガス・G
9. ロング・ゴーン・トゥモロウ "Long Gone Tomorrow" – 4:44
  - 作詞：アポロ・パパサナシオ、ガス・G／作曲：ガス・G
10. ノー・ヒーローズ、ノー・シナーズ "No Heroes, No Sinners" – 3:59
  - 作詞：アポロ・パパサナシオ／作曲：ガス・G

### ボーナス・トラック
日本盤には4曲、ヨーロッパの限定デジパック盤には11. 12.の2曲が収録された。
1. バトルボーン "Battleborn" – 5:10
  - 作詞：アポロ・パパサナシオ、ガス・G／作曲：ガス・G
2. ノー・ヒーローズ、ノー・シナーズ（アコースティック・ヴァージョン） "No Heroes, No Sinners (acoustic version)" – 2:59
  - 作詞：アポロ・パパサナシオ／作曲：ガス・G
3. ヘディング・フォー・ザ・ドーン（ライヴ・ヴァージョン） "Heading for the Dawn (live version)" – 4:47
4. ワールド・オン・ファイア（ライヴ・ヴァージョン） "World on Fire (live version)" – 5:00

## 参加ミュージシャン
- ガス・G - ギター、デス・ヴォックス
- アポロ・パパサナシオ - ボーカル
- ボブ・カティオニス - キーボード
- ペトロス・クリスト - ベース
- ジョー・ニューンツ - ドラムス
- マリオス・イリオポウロス - ベース(on "Heading for the Dawn (live version)", "World on Fire (live version)")
- マイケル・エーレ - ドラムス(on "Heading for the Dawn (live version)", "World on Fire (live version)")

アディショナル・ミュージシャン
- アポカリプティカ - チェロ(on "Edge of a Dream")
- Staffan Karlsson - バッキング・ボーカル
- Dean Mess - バッキング・ボーカル(on "Battleborn")
- Johan Edlund - バッキング・ボーカル(on "Battleborn")